# 진 출자 (영성)
진 출자(秦 出子, 기원전 708년~기원전 698년, 재위 : 기원전 703년~기원전 698년)는 춘추시대 진(秦)나라 제4대 군주이다. 이름은 만(曼)이다. 진 헌공(秦憲公)의 막내아들이다. 진 무공(秦武公)과 진 덕공(秦德公)의 동생이다.

## 생애
기원전 704년, 진 헌공이 사망하면서, 대서장(大庶長) 불기(弗忌), 위루(威累), 삼보(三父)가 태자 설(說)을 폐하고 옹립하였다.
기원전 702년, 예백(芮伯) 만(萬)을 예(芮)나라로 돌려보냈다.
기원전 698년, 진 출자를 옹립한 세 대서장 불기, 위루, 삼보는 자객을 보내 비연(鄙衍)에서 진 출자를 살해하였고, 전 태자 설을 옹립하였다. 이가 바로 진 무공(秦 武公)이다. 그러나 진 무공은 진 출자 시해 혐의로 기원전 695년 세 대서장과 그 구족(九族)을 멸한다. 사후 아현(衙縣, 현재 섬서성 백수현 팽아촌 일대)에 매장되었다.
| 전임 헌공 | 제4대 중국 진나라의 군주 기원전 703년 ~ 기원전 698년 | 후임 무공 |